# 루이스 알폰소 로드리게스
루이스 알폰소 로드리게스 알라니스(스페인어: Luis Alfonso Rodríguez Alanís, 1991년 1월 21일 ~ )는 멕시코의 축구 선수로, 현재 멕시코 리가 MX의 FC 후아레스에서 뛰고 있다.